# Anatkina galgala
Anatkina galgala är en insektsart som beskrevs av Young 1986. Anatkina galgala ingår i släktet Anatkina och familjen dvärgstritar.
Artens utbredningsområde är Pakistan. Inga underarter finns listade i Catalogue of Life.